# Morsbronn-les-Bains
Cet article concerne la commune du Bas-Rhin. Pour l’ancienne commune de la Moselle, voir Morsbronn.
Morsbronn-les-Bains est une commune française située dans le département du Bas-Rhin, en région Grand-Est.
Cette commune se trouve dans la région historique et culturelle d'Alsace et fait partie du parc naturel régional des Vosges du Nord.

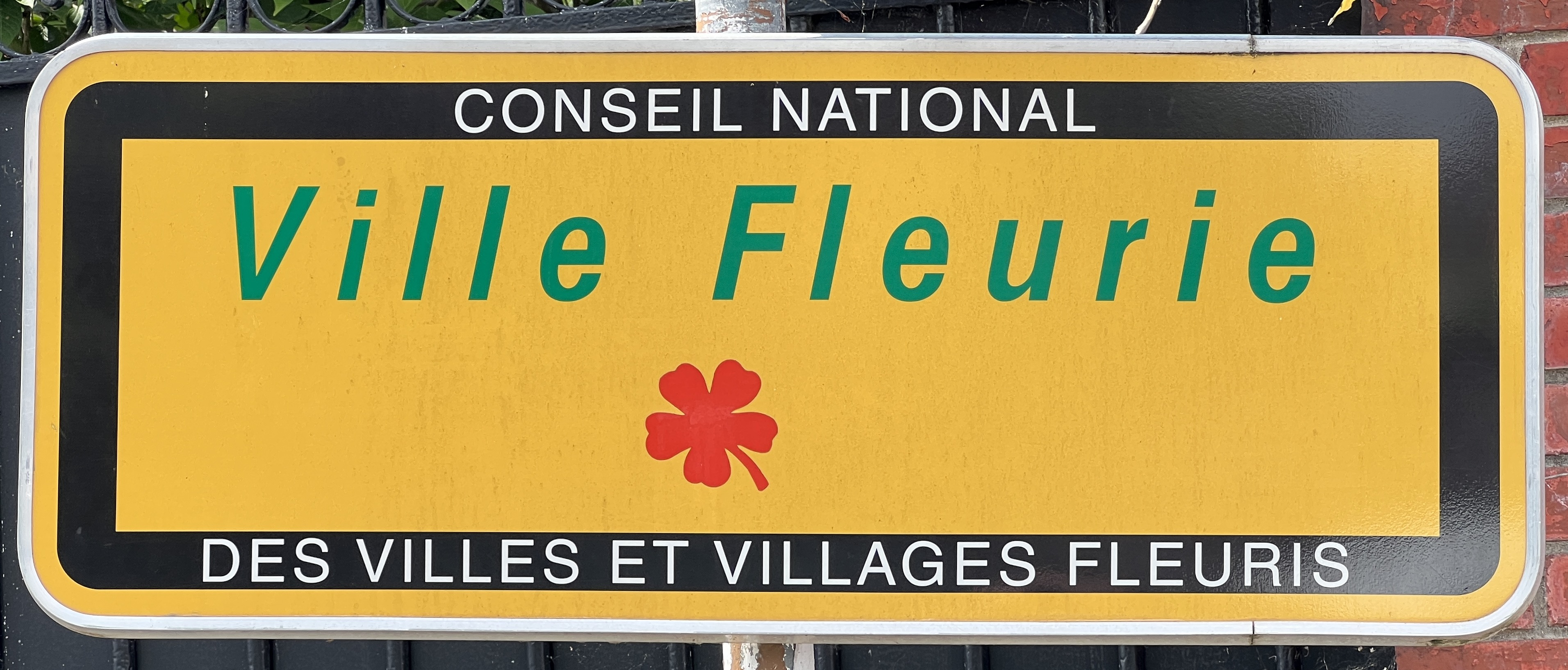
La récompense "Ville Fleurie" également connue sous le nom de "Villes et Villages fleuris, anciennement appelée concours, a été créée en 1959 en France pour promouvoir le fleurissement, l'environnement de vie et les espaces verts.

## Géographie

### Localisation
Le village se situe à quelque 12 km de Haguenau, 4 km de Wœrth, 42 km au nord de Strasbourg et 30 km au sud de Wissembourg.
Situé dans le périmètre du parc naturel régional des Vosges du Nord qui regroupe 113 communes, et est classé Réserve Mondiale de la Biosphère depuis 1989.

### Géologie et relief
La commune se compose de 34,64 hectares de territoires artificialisés (5,04 %), 439,49 hectares de territoires agricoles (63,97 %) et 213,14 hectares de forêts et milieux semi-naturels (31,02 %).
Espaces naturels :
- Trois espaces protégés hors Natura 2000 Vosges du Nord :

Réserve de Biosphère, zone tampon,
Réserve de Biosphère, zone de transition,
Parc naturel régional.
- Un espace protégé Natura 2000 :

La Sauer et ses affluents.
- Une zone naturelle d'intérêt écologique, faunistique et floristique (Znieff) :

Paysage de collines avec vergers du Pays de Hanau,
Massif forestier de Haguenau et ensembles de landes et prairies en lisière,
Vallées de la Sauer et de ses affluents.
La commune est située au bas de la pente orientale des Vosges, dans une région de collines, comprise entre le Pays de Hanau à l’ouest et l’Outre-Forêt à l’est, et dans la Réserve de biosphère transfrontière des Vosges du Nord-Pfälzerwald.
Le village domine la vallée de la Sauer, qui coule à l’est.

### Sismicité
Le risque sismique sur l'ensemble du territoire de la commune de Morsbronn-les-Bains est modéré car elle se trouve dans une zone de sismicité de 3/5.

### Hydrographie et les eaux souterraines
Hydrogéologie et climatologie : Système d’information pour la gestion de l’Aquifère rhénan :
Territoire communal : Occupation du sol (Corinne Land Cover); Cours d'eau (BD Carthage),
Géologie : Carte géologique; Coupes géologiques et techniques,
 Hydrogéologie : Masses d'eau souterraine; BD Lisa; Cartes piézométriques.
La commune est dans le bassin versant du Rhin au sein du bassin Rhin-Meuse. Elle est drainée par la Sauer, le ruisseau l'Eberbach, le ruisseau le Hohlbach et le ruisseau le Holzmatt,.

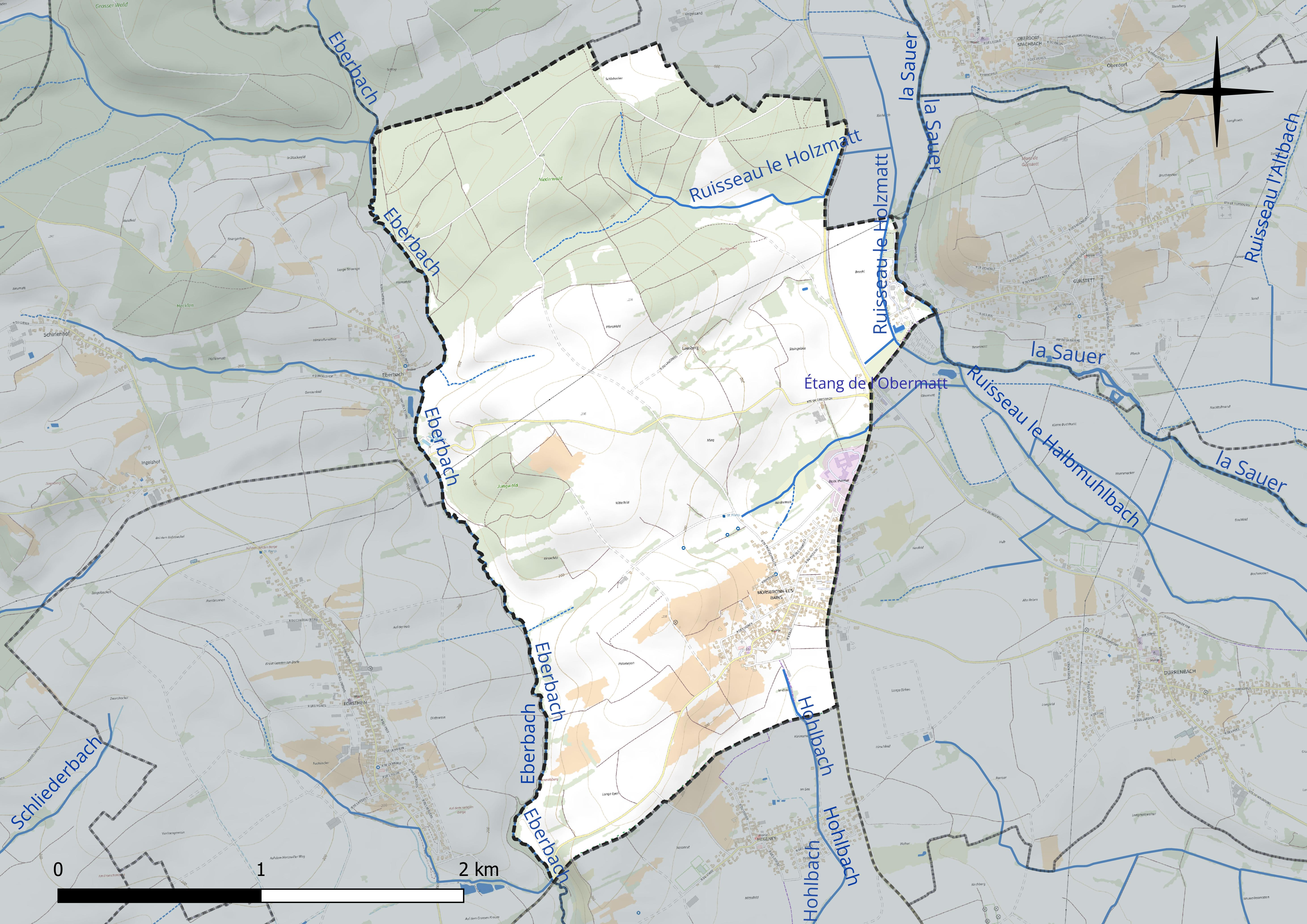
Réseau hydrographique de Morsbronn-les-Bains.

La Sauer, d'une longueur de 64 km, prend sa source dans la commune de Lembach et se jette  dans le Rhin en rive gauche à Munchhausen, après avoir traversé 19 communes. 
L'Eberbach, d'une longueur de 44 km, prend sa source dans la commune de Gundershoffen et se jette  dans la Sauer à Forstfeld, après avoir traversé 14 communes. 
Les eaux thermales proviennent de deux sources naturelles découvertes en 1904 : "Les Cuirassiers" à 38,9 °C puisée à 400 mètres de profondeur, et "Saint-Arbogast" à 41,9 °C puisée à 670 mètres ". Le débit est de 900 litres par minute. Ce sont des eaux chlorurées, sulfatées, sodiques et calciques, avec d'importantes traces de brome et iode, ce qui constitue une signature du Trias.

### Climat
Pour des articles plus généraux, voir Climat du Grand Est et Climat du Bas-Rhin.
En 2010, le climat de la commune est de type climat des marges montargnardes, selon une étude du Centre national de la recherche scientifique s'appuyant sur une série de données couvrant la période 1971-2000. En 2020, Météo-France publie une typologie des climats de la France métropolitaine dans laquelle la commune est exposée à un climat semi-continental et est dans la région climatique  Vosges, caractérisée par une pluviométrie très élevée (1 500 à 2 000 mm/an) en toutes saisons et un hiver rude (moins de 1 °C). 
Pour la période 1971-2000, la température annuelle moyenne est de 10,4 °C, avec une amplitude thermique annuelle de 17,7 °C. Le cumul annuel moyen de précipitations est de 775 mm, avec 10 jours de précipitations en janvier et 10,3 jours en juillet. Pour la période 1991-2020, la température moyenne annuelle observée sur la station météorologique de Météo-France la plus proche, « Preuschdorf », sur la commune de Preuschdorf à 7 km à vol d'oiseau, est de 11,3 °C et le cumul annuel moyen de précipitations est de 834,2 mm. 
La température maximale relevée sur cette station est de 39,8 °C, atteinte le 4 juillet 2015 ; la température minimale est de −19,9 °C, atteinte le 8 janvier 1985,,. 
Les paramètres climatiques de la commune ont été estimés pour le milieu du siècle (2041-2070) selon différents scénarios d'émission de gaz à effet de serre à partir des nouvelles projections climatiques de référence DRIAS-2020. Ils sont consultables sur un site dédié publié par Météo-France en novembre 2022.

### Communes limitrophes
| Frœschwiller |                     | Gunstett   |
|              | Morsbronn-les-Bains |            |
| Hegeney      |                     | Durrenbach |

### Voies de communications et transports

#### Voies routières
La commune est desservie :
- par la départementale 52 entre Wœrth et Haguenau.
- autoroute de l'Est A4, sortie Haguenau.

#### Transports en commun

##### Ligne 310 Haguenau - Morsbronn-les-Bains - Woerth - Lembach
- Correspondance avec les TER en gare de Haguenau vers Strasbourg[27].

##### Lignes SNCF
- Transports en Alsace.
- Fluo Grand Est.
- Gare de Haguenau (11 km) (TER).
- Gare de Wissembourg (31 km) (TER Grand Est).

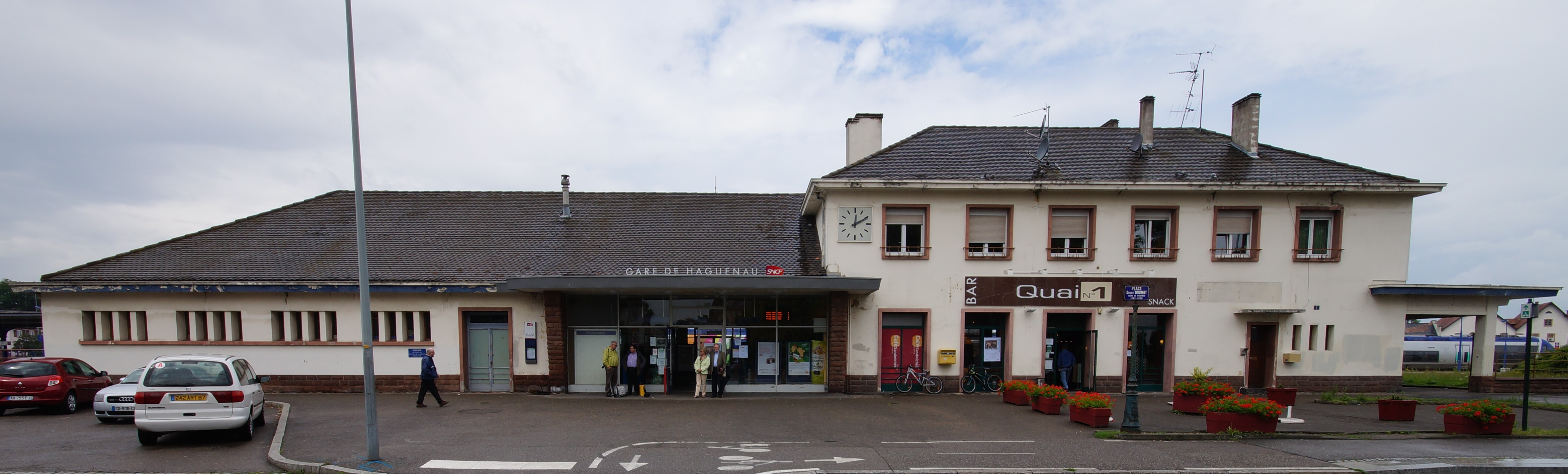
Gare de Haguenau.

- Gare de Strasbourg-Ville (44 km) (TGV - LGV).

## Histoire
- C’est Philippe V de Hanau-Lichtenberg qui a imposé le protestantisme dans toutes ses possessions. En 1571 les habitants de Morsbronn doivent devenir luthériens. Le curé, Nicolas Gass se convertit et a assuré les premiers cultes[28]. En 1695 : le curé de Durrenbach et de Hegeney célèbre les premières messes à Morsbronn en alternance avec le culte protestant[29]. Cette situation, désignée sous le nom de simultaneum se perpétue encore aujourd’hui.

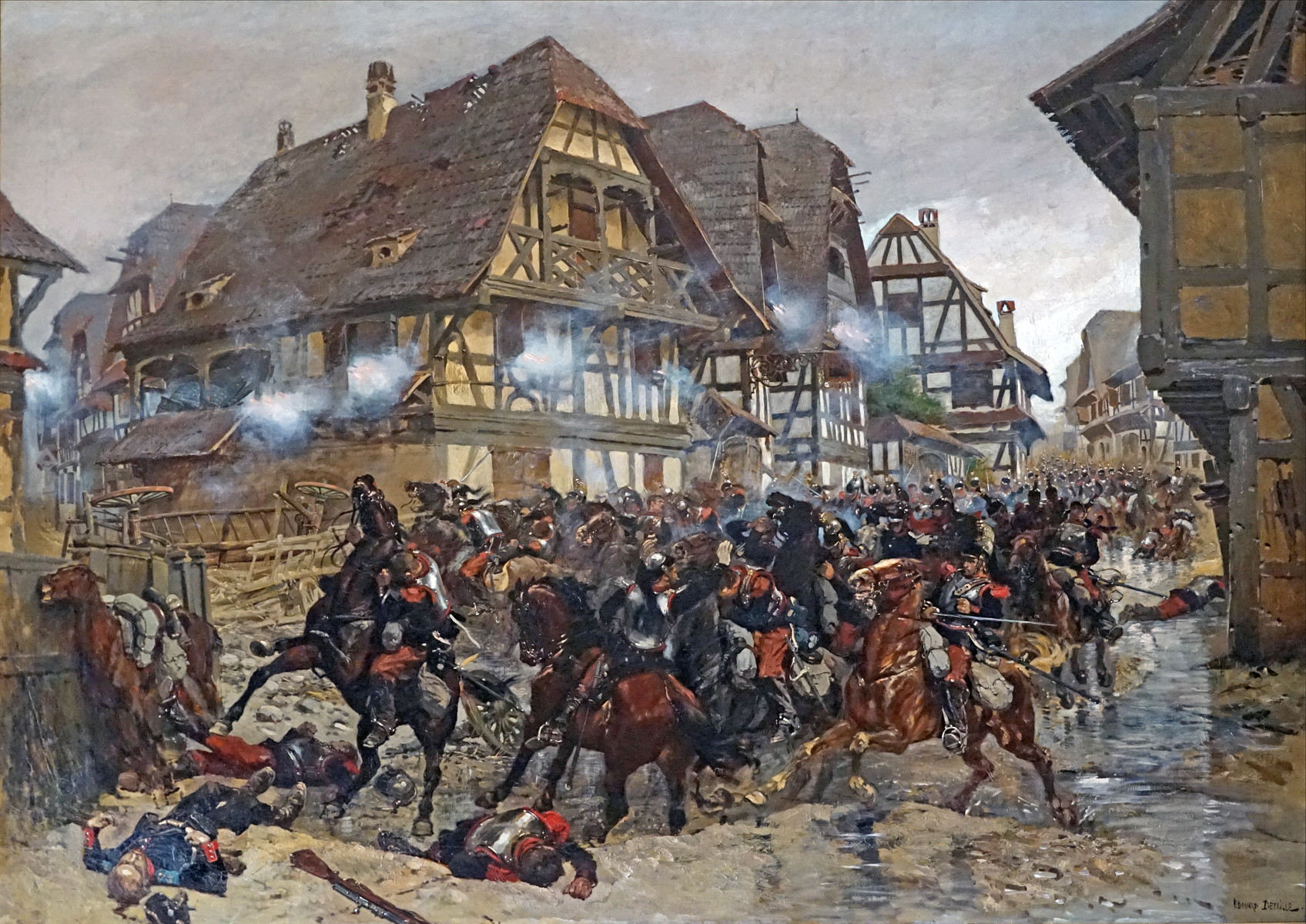
La charge du 9e régiment de cuirassiers dans le village de Morsbronn.

- 6 août 1870, bataille de Frœschwiller-Wœrth : Morsbronn est célèbre dans l'histoire par la fameuse charge de cavalerie dite, à tort, de Reichshoffen. C'est dans ce village que les survivants du 9e régiment de cuirassiers français furent anéantis par la fusillade qui jaillissait des maisons où les Prussiens s'étaient retranchés. Au cimetière, près de l'église, se trouve la tombe des soldats français inhumés en ce lieu le 6 août 1870[30],[31] ainsi que la tombe du colonel Archambault de Beaume[32],[33] commandant le 9e régiment de cuirassiers.
- Le bâtiment actuel de l'école, construit en 1888, comportait à l'origine deux salles de classe, l'une catholique, l'autre protestante. Cette séparation confessionnelle a perduré jusqu'au début des années 1980[34].
- Au printemps 1904, un forage de la Gewerkschaft Gute Hoffnung[35], à la recherche de pétrole, découvre à une profondeur de 450 mètres un gisement d'eau chaude, au nord-ouest, au bord de la route de Frœschwiller qui conduit vers le village d'Eberbach-Wœrth et le hameau du Lausberg. Georges Urban, un restaurateur de Morsbronn[36], rachète le gisement et, après analyses, cette réserve d'eau chaude à 44 °C s'avère avoir des vertus bénéfiques pour les rhumatismes car riche en chlorure de sodium et en calcium.

### Héraldique
| Blason de Morsbronn-les-Bains | Blason  | Parti : au premier d'argent au lion de sable, à la bordure de gueules, au second d'azur au jet de source et sa nuée de vapeur d'argent jaillissant d'un tuyau d'or mouvant du flanc senestre. |
| Blason de Morsbronn-les-Bains | Détails | |

## Politique et administration
| Période                                  | Période                   | Identité                                      | Étiquette | Qualité    |
| ---------------------------------------- | ------------------------- | --------------------------------------------- | --------- | ---------- |
| Les données manquantes sont à compléter. |                           |                                               |           |            |
| mars 1995                                | mars 2014                 | Dominique Prevot                              |           | Technicien |
| mars 2014                                | En cours (au 31 mai 2020) | Lysianne Dudt Réélue pour le mandat 2020-2026 |           | Technicien |

### Budget et fiscalité 2023

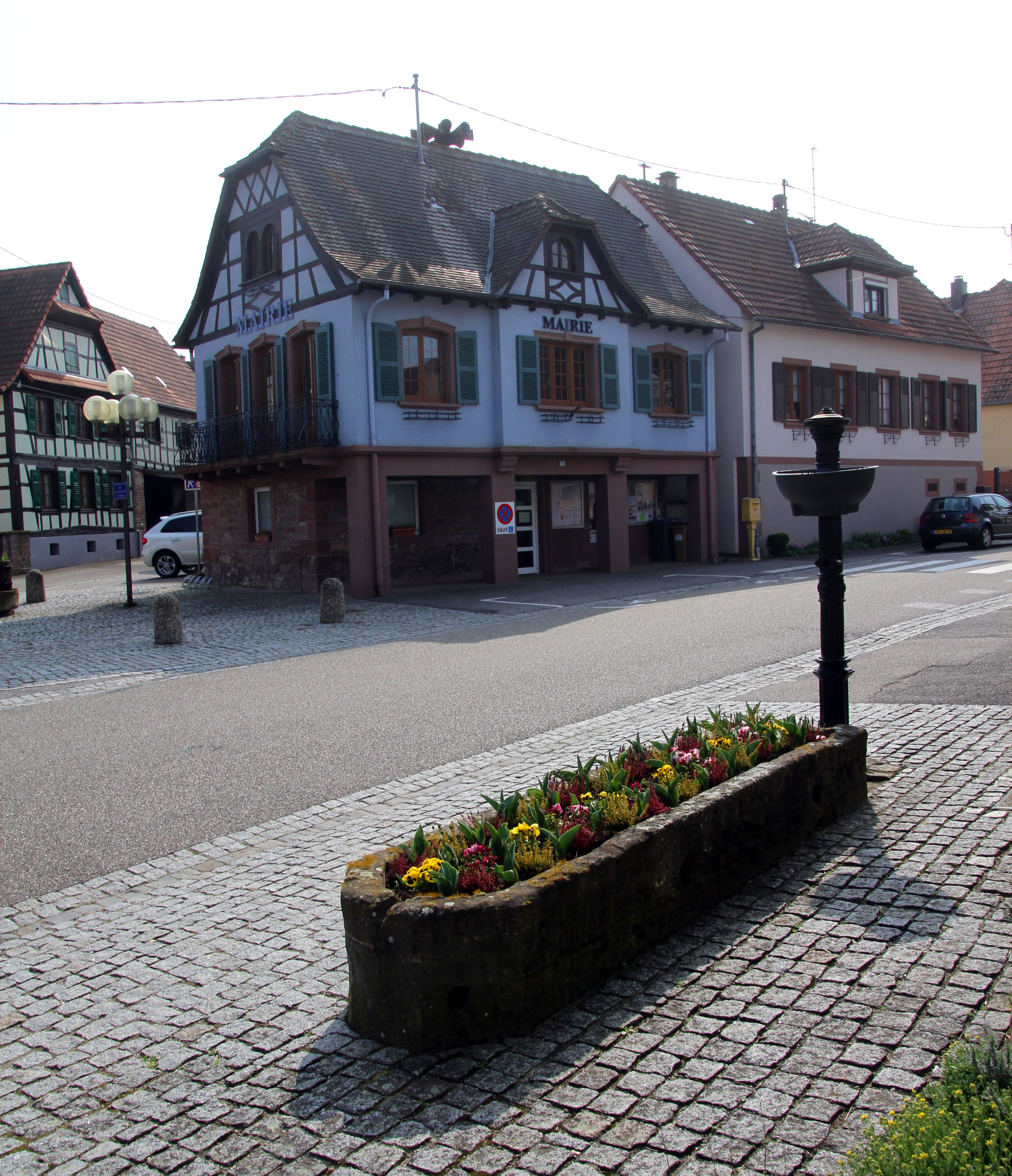
Mairie.

En 2023, le budget de la commune était constitué ainsi :
- total des produits de fonctionnement : 447 000 €, soit 646 € par habitant ;
- total des charges de fonctionnement : 337 000 €, soit 487 € par habitant ;
- total des ressources d'investissement : 36 000 €, soit 52 € par habitant ;
- total des emplois d'investissement : 298 000 €, soit 431 € par habitant ;
- endettement : 158 000 €, soit 228 € par habitant.

Avec les taux de fiscalité suivants :
- taxe d'habitation : 13,50 % ;
- taxe foncière sur les propriétés bâties : 26,67 % ;
- taxe foncière sur les propriétés non bâties : 59,40 % ;
- taxe additionnelle à la taxe foncière sur les propriétés non bâties : 0 % ;
- cotisation foncière des entreprises : 0, %.

Chiffres clés Revenus et pauvreté des ménages en 2021 : médiane en 2021 du revenu disponible, par unité de consommation : 25 550 €.

### Intercommunalité
Commune membre de la communauté de communes Sauer-Pechelbronn.

## Urbanisme

### Typologie
Au 1er janvier 2024, Morsbronn-les-Bains est catégorisée bourg rural, selon la nouvelle grille communale de densité à sept niveaux définie par l'Insee en 2022.
Elle est située hors unité urbaine. Par ailleurs la commune fait partie de l'aire d'attraction de Haguenau, dont elle est une commune de la couronne,. Cette aire, qui regroupe 34 communes, est catégorisée dans les aires de 50 000 à moins de 200 000 habitants,.

### Occupation des sols
L'occupation des sols de la commune, telle qu'elle ressort de la base de données européenne d’occupation biophysique des sols Corine Land Cover (CLC), est marquée par l'importance des territoires agricoles (64,2 % en 2018), une proportion sensiblement équivalente à celle de 1990 (64,9 %). La répartition détaillée en 2018 est la suivante : terres arables (44,1 %), forêts (30,9 %), prairies (10,6 %), cultures permanentes (5,9 %), zones urbanisées (4,9 %), zones agricoles hétérogènes (3,6 %). L'évolution de l’occupation des sols de la commune et de ses infrastructures peut être observée sur les différentes représentations cartographiques du territoire : la carte de Cassini (XVIIIe siècle), la carte d'état-major (1820-1866) et les cartes ou photos aériennes de l'IGN pour la période actuelle (1950 à aujourd'hui).

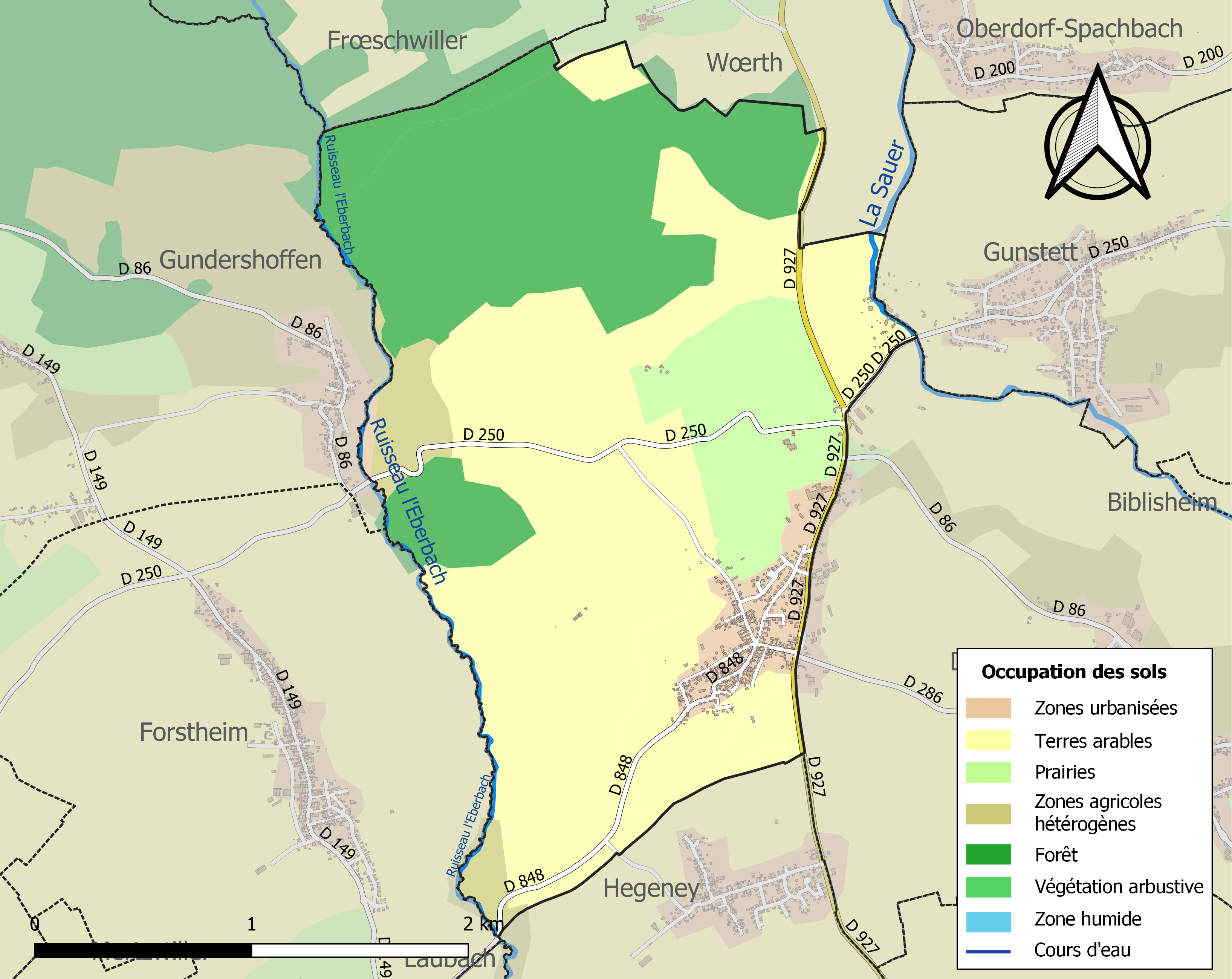
Carte des infrastructures et de l'occupation des sols de la commune en 2018 (CLC).

## Population et société

### Démographie

#### Évolution démographique
L'évolution du nombre d'habitants est connue à travers les recensements de la population effectués dans la commune depuis 1793. Pour les communes de moins de 10 000 habitants, une enquête de recensement portant sur toute la population est réalisée tous les cinq ans, les populations de référence des années intermédiaires étant quant à elles estimées par interpolation ou extrapolation. Pour la commune, le premier recensement exhaustif entrant dans le cadre du nouveau dispositif a été réalisé en 2005.

En 2022, la commune comptait 680 habitants, en évolution de +0,29 % par rapport à 2016 (Bas-Rhin : +3,17 %, France hors Mayotte : +2,11 %).
| 1793 | 1800 | 1806 | 1821 | 1831 | 1836 | 1841 | 1846 | 1851 |
| ---- | ---- | ---- | ---- | ---- | ---- | ---- | ---- | ---- |
| 337  | 461  | 503  | 588  | 680  | 697  | 622  | 667  | 634  |

| 1856 | 1861 | 1866 | 1871 | 1875 | 1880 | 1885 | 1890 | 1895 |
| ---- | ---- | ---- | ---- | ---- | ---- | ---- | ---- | ---- |
| 587  | 656  | 644  | 660  | 614  | 599  | 589  | 546  | 580  |

| 1900 | 1905 | 1910 | 1921 | 1926 | 1931 | 1936 | 1946 | 1954 |
| ---- | ---- | ---- | ---- | ---- | ---- | ---- | ---- | ---- |
| 540  | 538  | 517  | 515  | 538  | 526  | 515  | 500  | 504  |

| 1962 | 1968 | 1975 | 1982 | 1990 | 1999 | 2005 | 2006 | 2010 |
| ---- | ---- | ---- | ---- | ---- | ---- | ---- | ---- | ---- |
| 511  | 514  | 541  | 540  | 585  | 522  | 568  | 567  | 690  |

| 2015 | 2020 | 2022 | - | - | - | - | - | - |
| ---- | ---- | ---- | - | - | - | - | - | - |
| 681  | 680  | 680  | - | - | - | - | - | - |

### Enseignement
- L’école de Morsbronn-les-Bains fait partie d’un regroupement pédagogique intercommunal (RPI) regroupant les écoles des villages de Morsbronn-les-Bains[51], Hegeney et Laubach,
- Collèges à Walbourg, Wœrth[52],
- Lycées à Walbourg, Haguenau.

### Santé

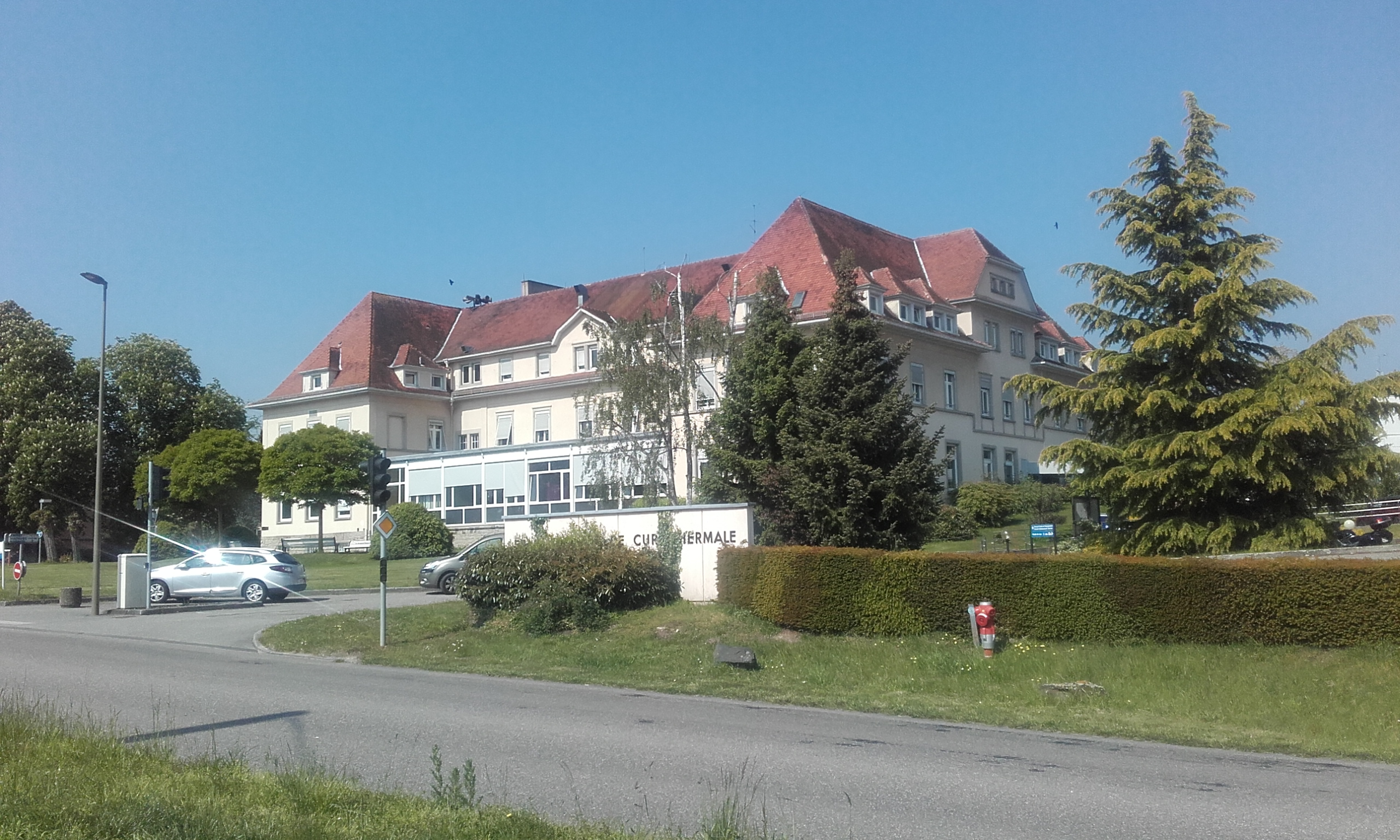
Station thermale.

Professionnels et établissements de santé : 
- Médecin, kinésithérapeute, pharmacie[54],
- Station thermale[55] : rhumatismes inflammatoires et dégénératifs (arthrose, arthrite…), pathologie de la colonne, lombalgie, cervicalgie, séquelles de rhumatologie et traumatismes ostéo-articulaires, tendinites, fibromyalgie.
- Hôpitaux près de Morsbronn-les-Bains[56] à Goersdorf, Niederbronn-les-Bains, Haguenau.

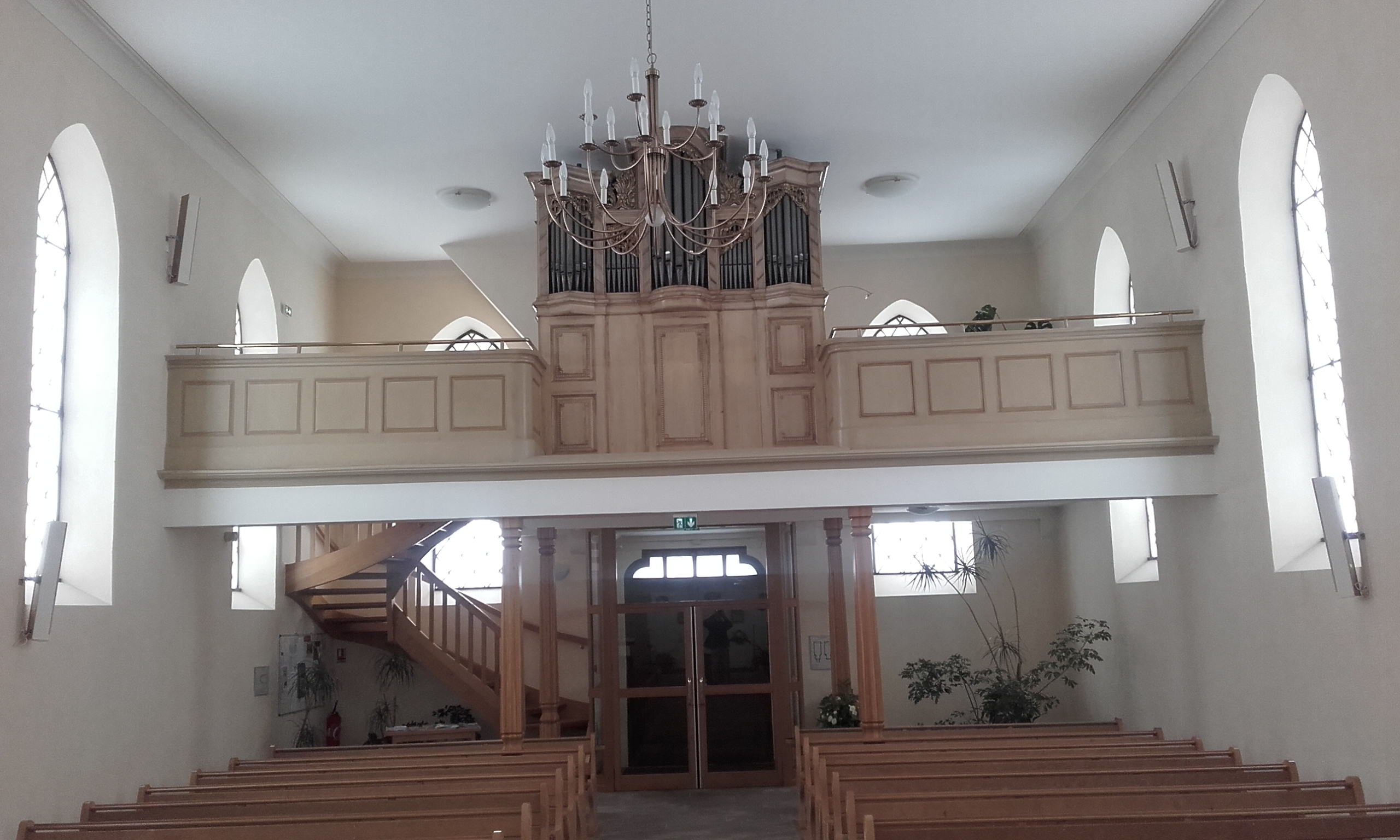
Orgue en tribune de l'Église simultanée de la Toussaint.

### Cultes
- Paroisse catholique, diocèse de Strasbourg[57],[58].
- Paroisse protestante[59].

## Économie

### Entreprises et commerces

#### Agriculture
- Les paysages agricoles : une grande partie du ban communal est occupée par l’activité agricole. Il s’agit essentiellement de polyculture (maïs et blé) et de prairies.
- Les vergers : on trouve aussi ponctuellement des plantations d’arbres fruitiers et de vignes qui entourent la partie ancienne du bourg[60].
- Moulin dit Brueckmuehle[61].

#### Tourisme
- Hôtels, gîtes, chambres d'hôtes, restaurants.
- Syndicat d'initiative de Morsbronn-les-Bains et environs[62].
- Parc d'attractions Didi'Land[63].

#### Commerces et services
- Commerces, artisanat et services de proximité[64].
- La station thermale[65],[66],[67]. L’activité économique de la commune est notamment axée sur le thermalisme qui accueille 4 000 personnes par an.

## Lieux et monuments

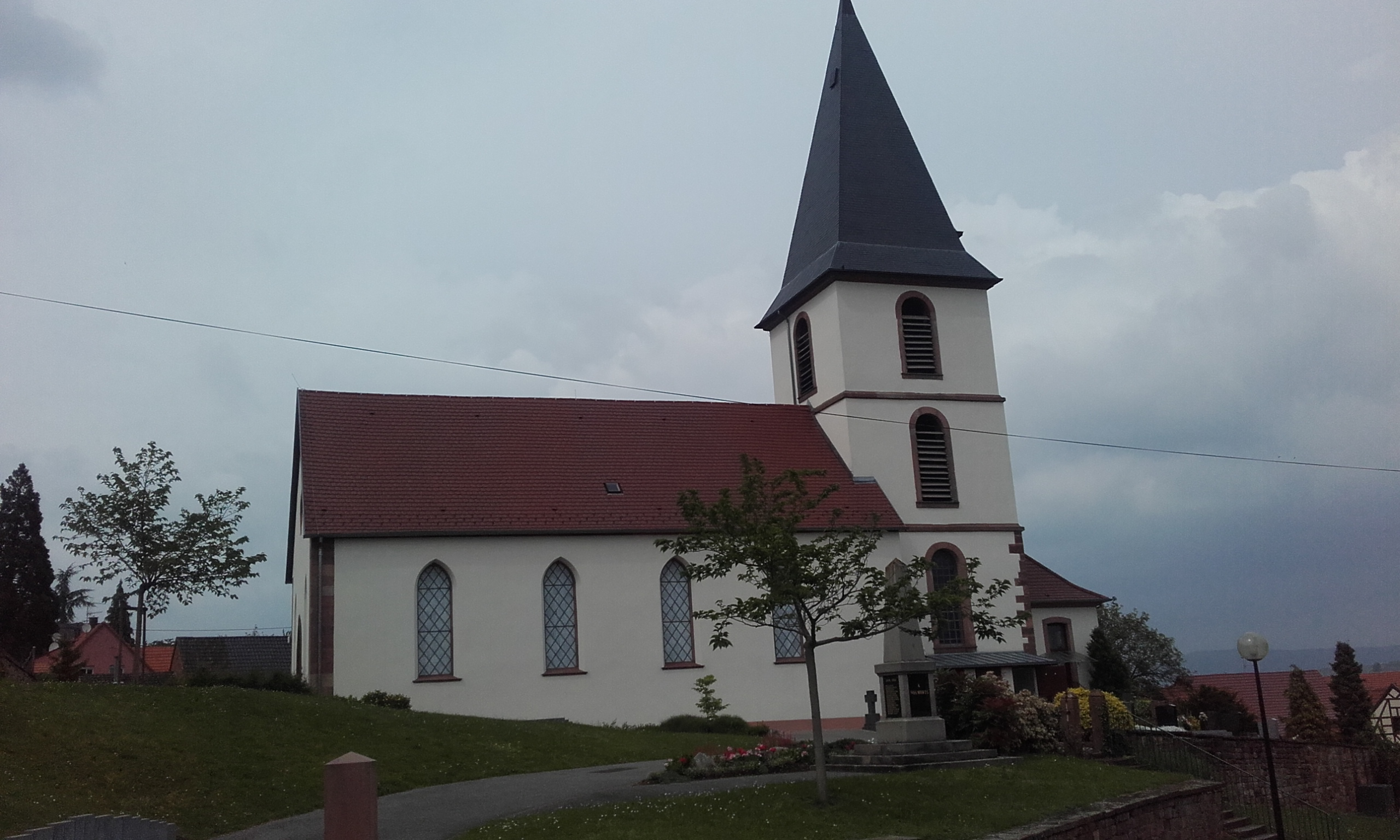
Église simultanée de la Toussaint[68] et monument aux morts.
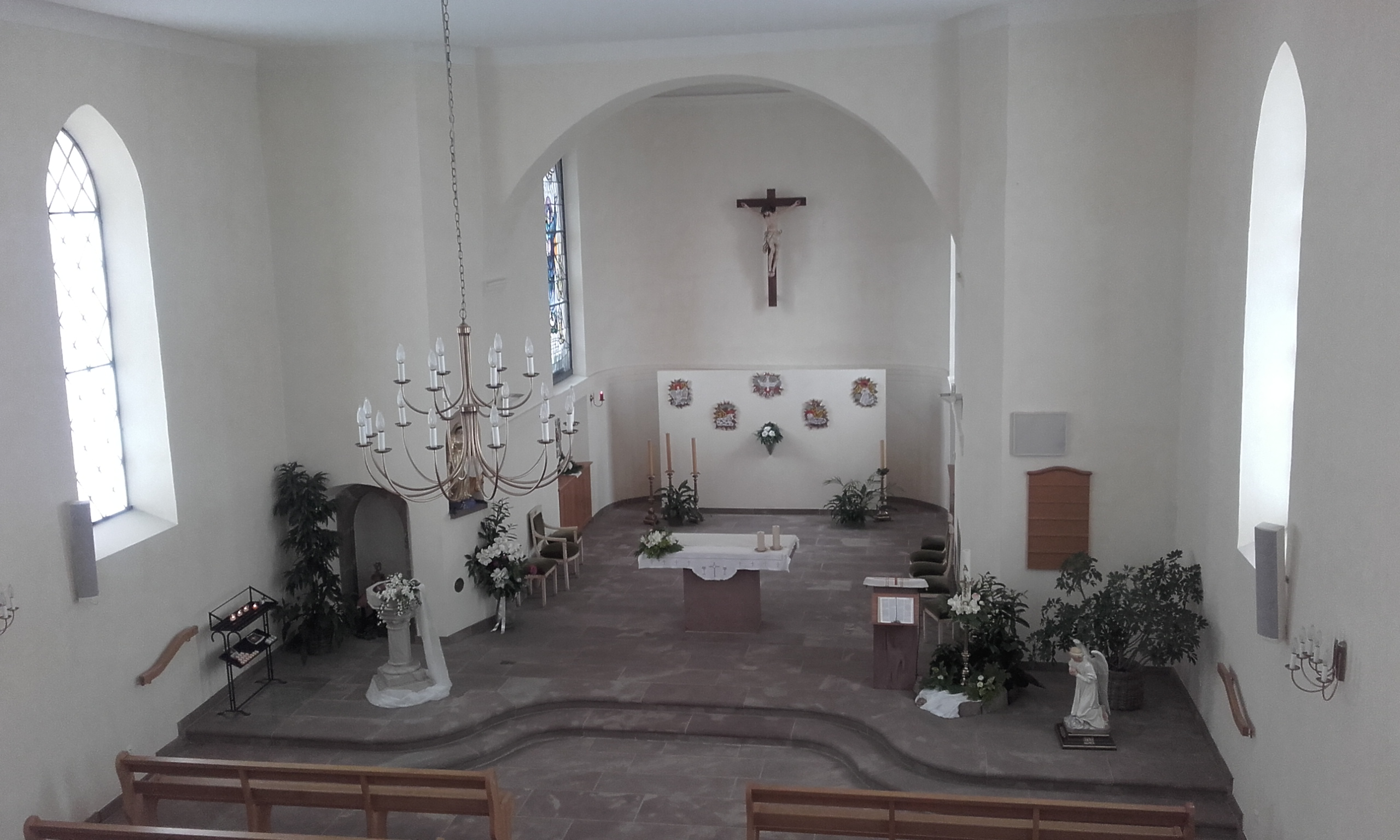
Vue sur le chœur de l'église de la Toussaint.
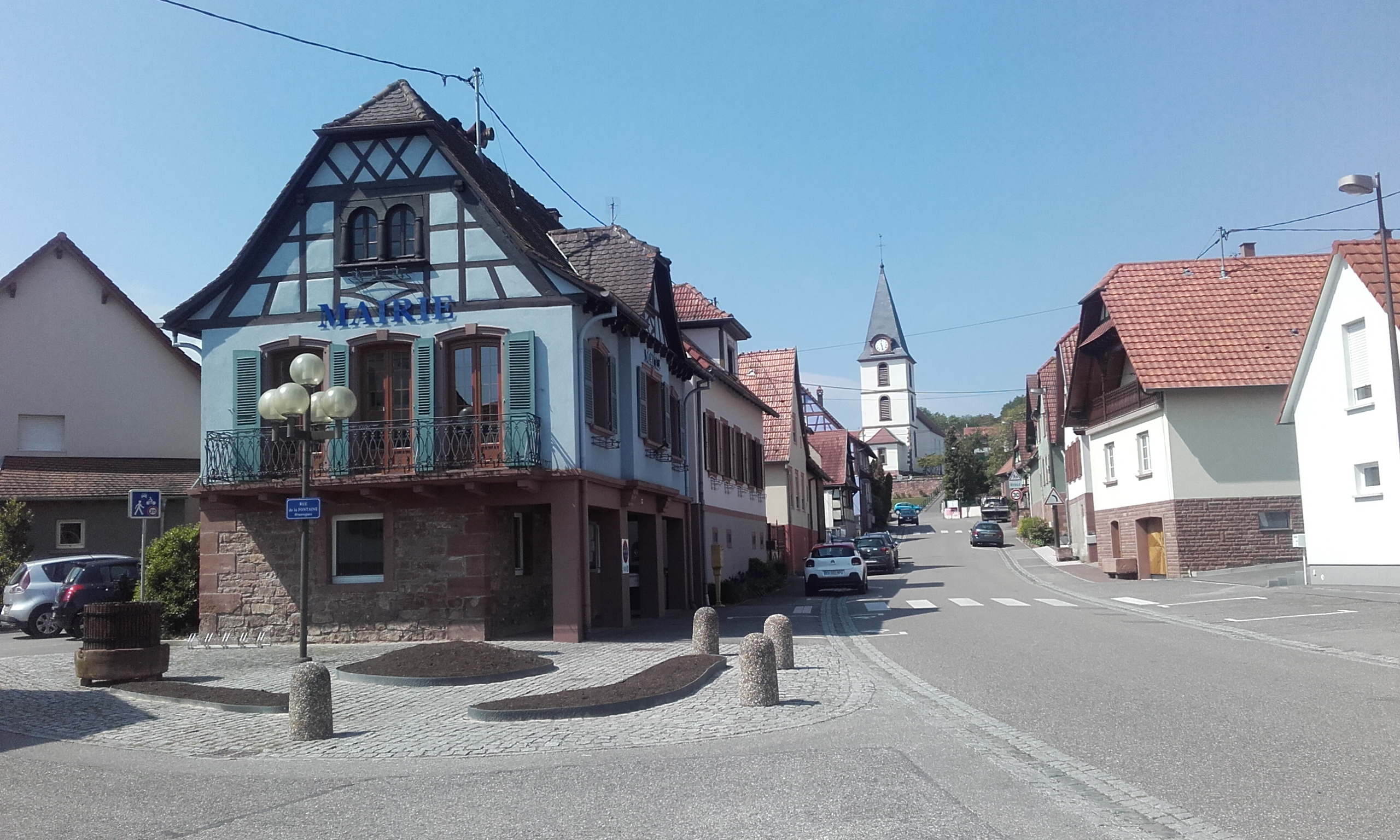
Mairie et église.
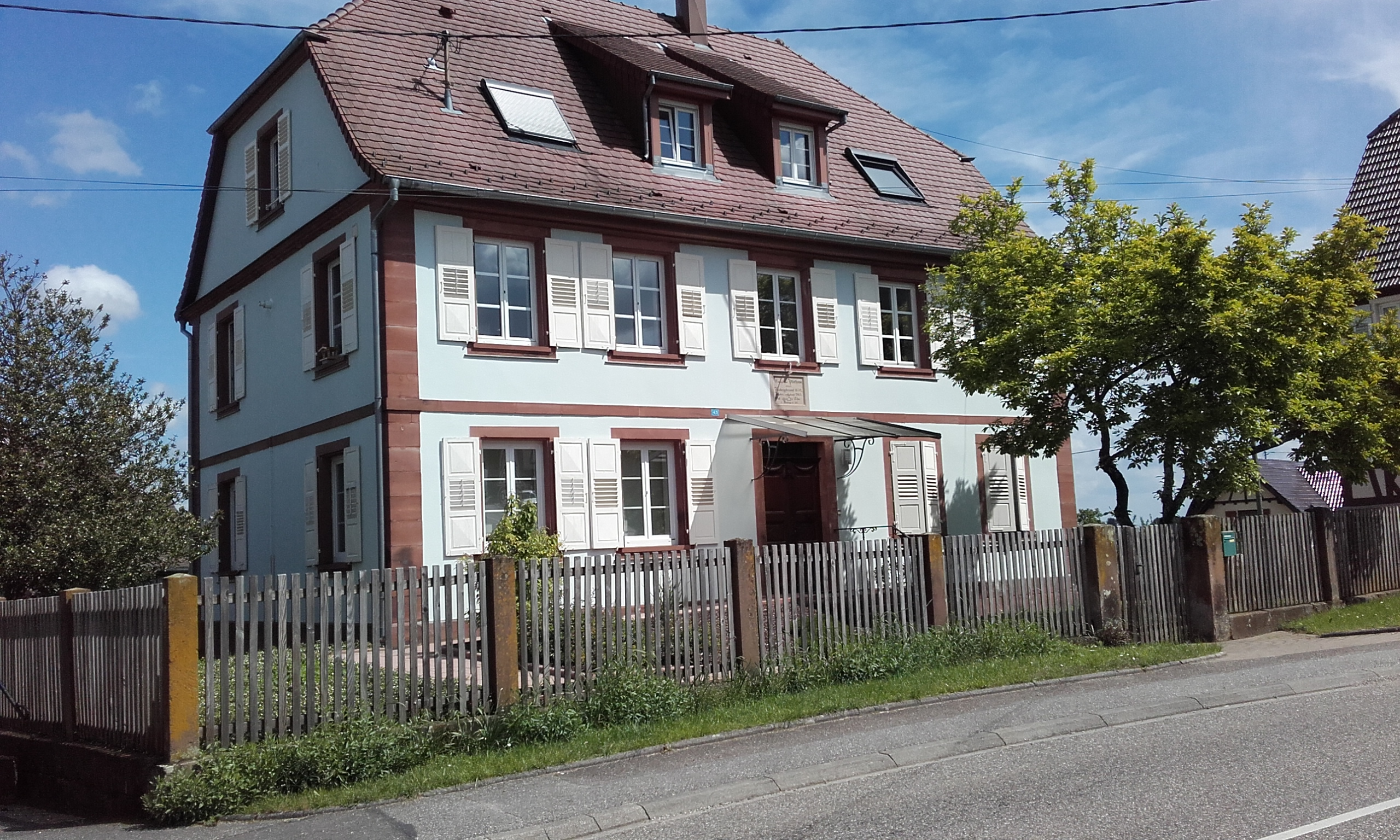
Presbytère protestant.
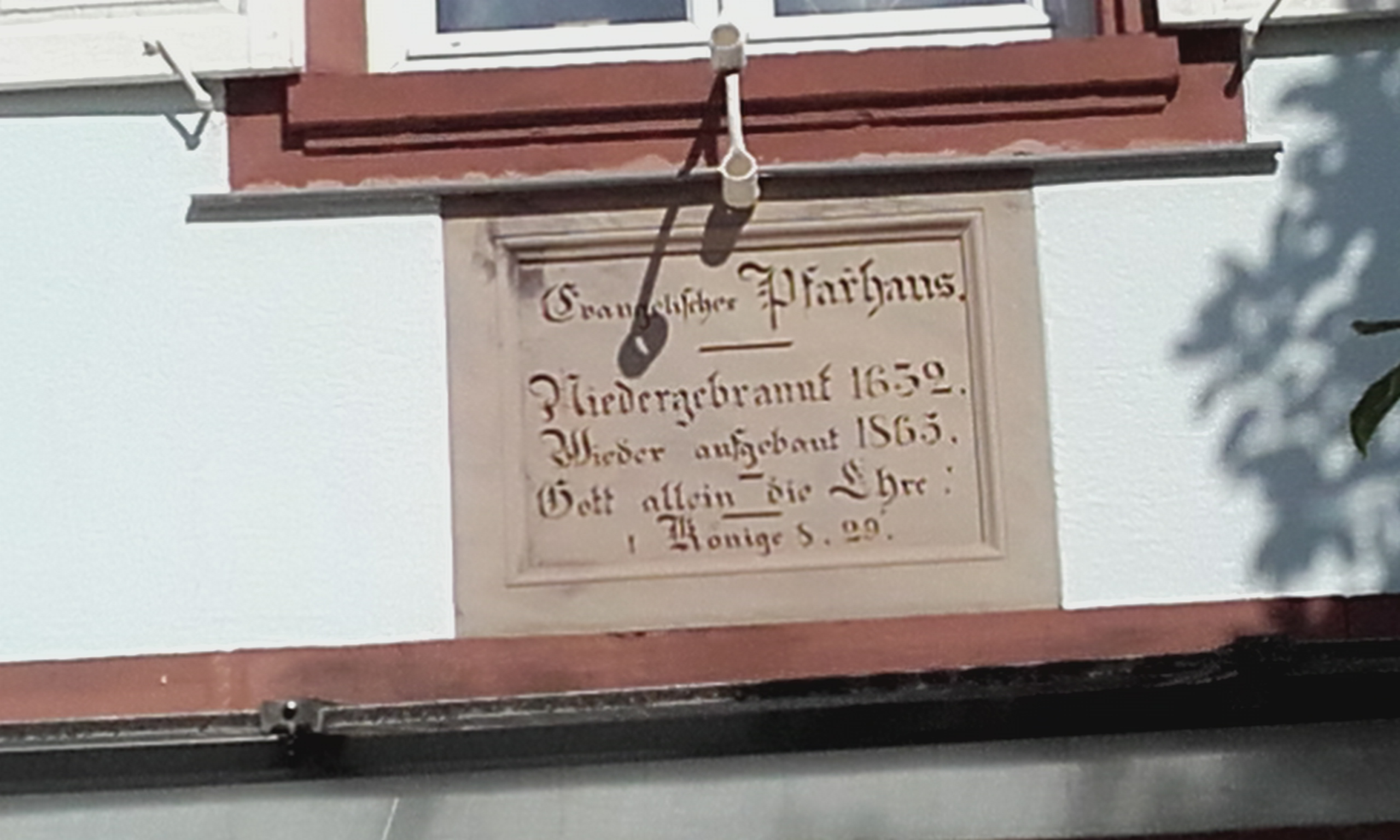
Presbytère protestant : détail inscription.
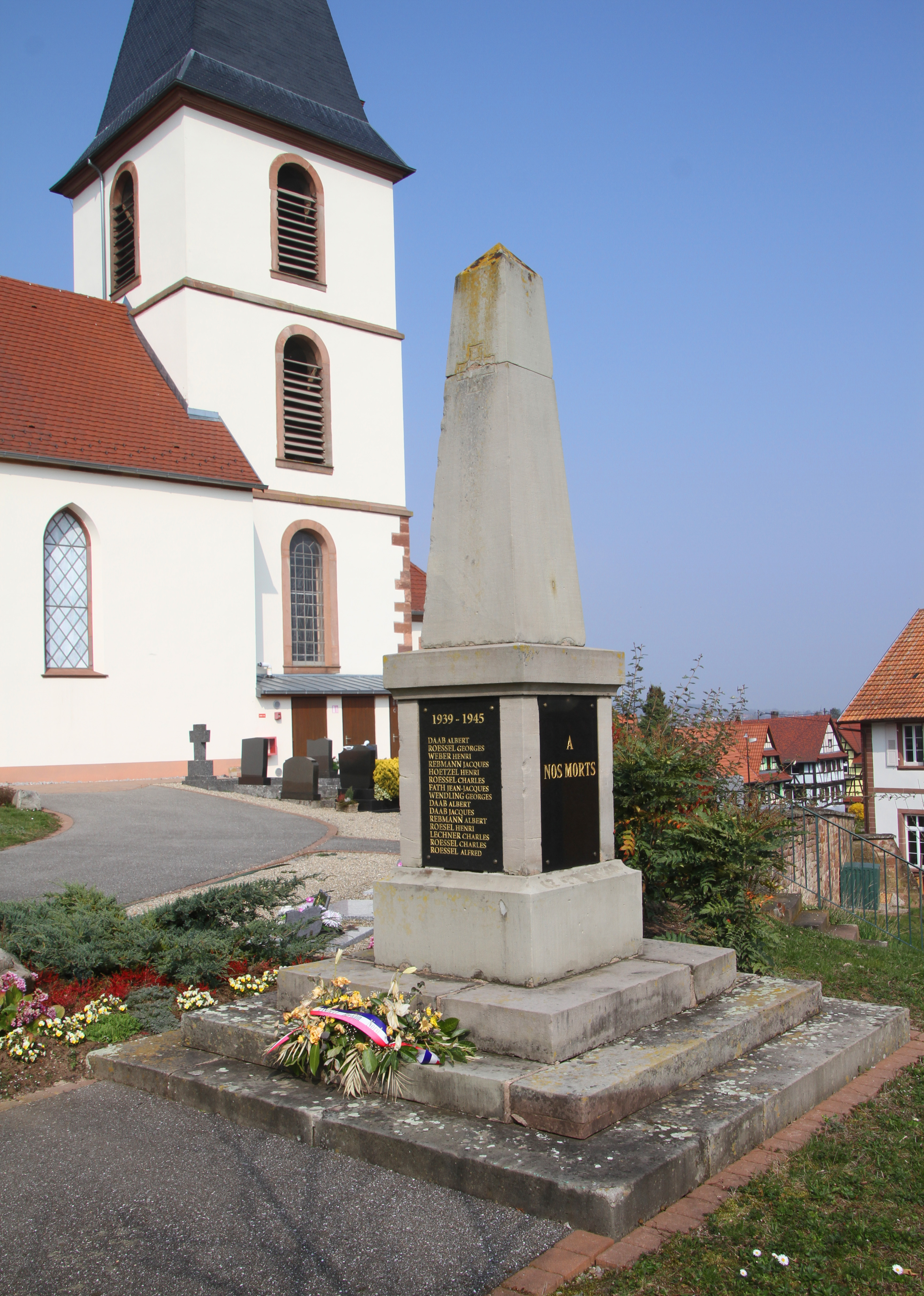
Église et monument aux morts.
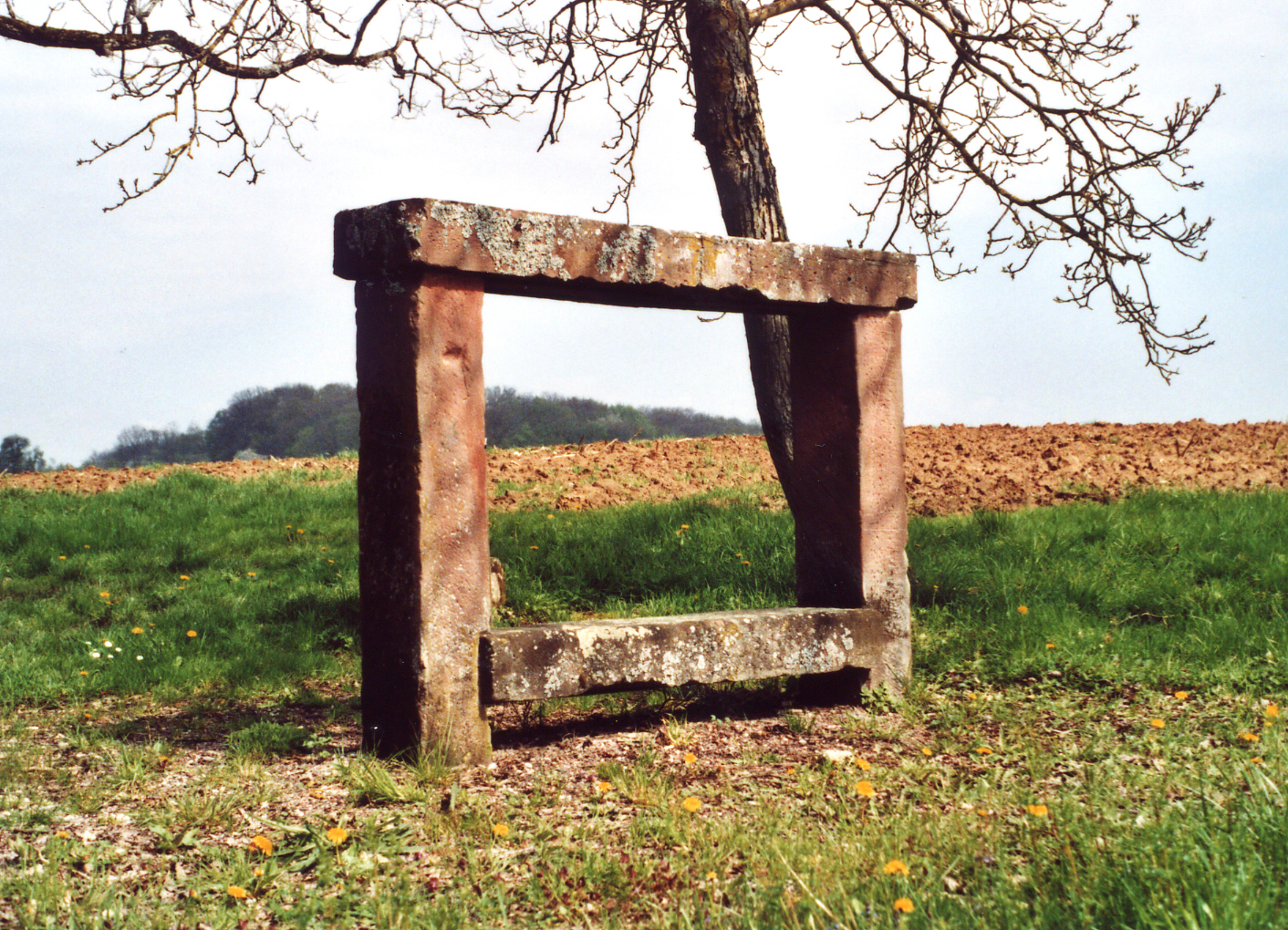
Banc-reposoir d'Alsace napoléonien.
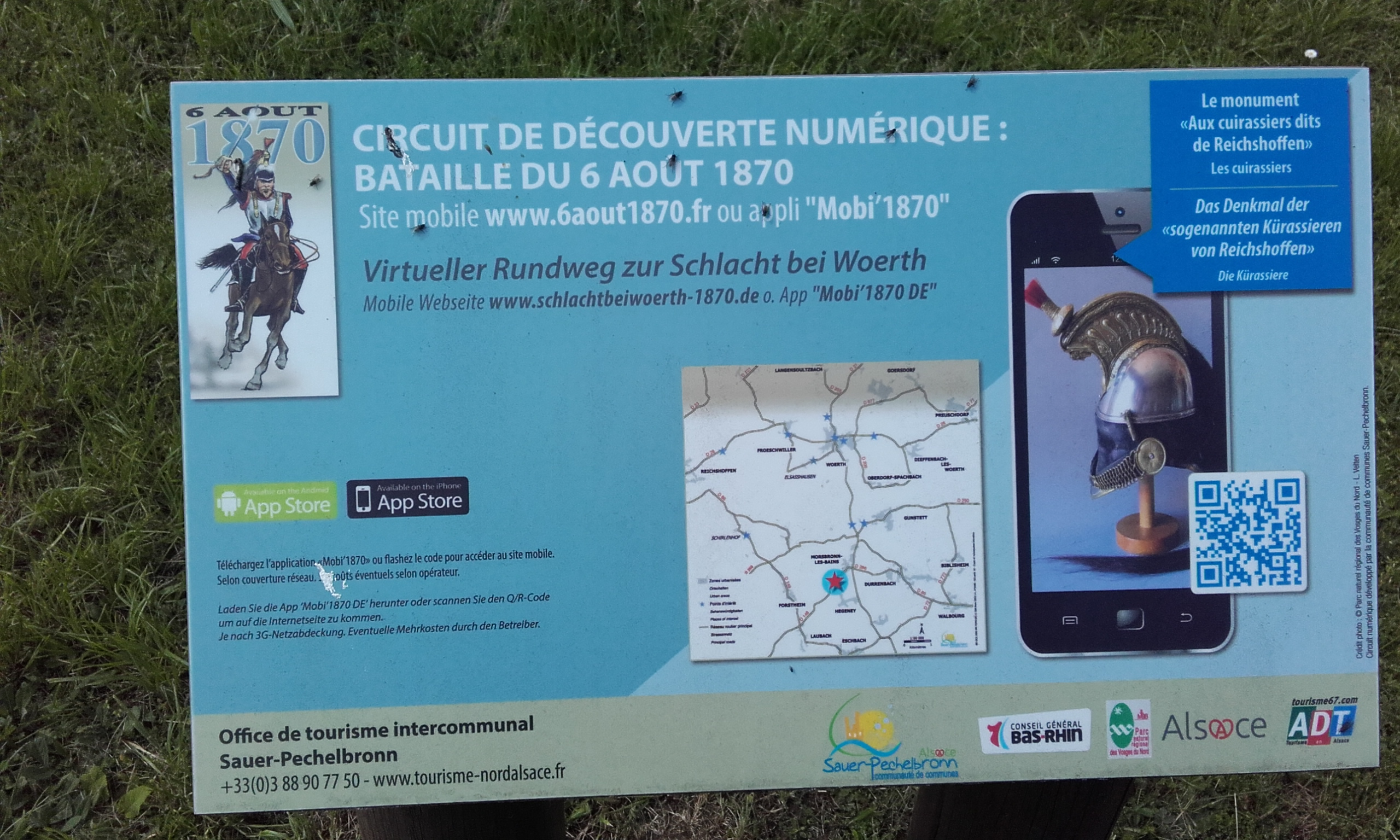
Circuit découverte numérique bataille du 6 août 1870[69].

- L'église de la Toussaint[70] : Morsbronn est l'une des quelque 50 localités d'Alsace dotées d'une église simultanée[71].

Ensemble de deux culots : Anges portant un écu.
Groupe sculpté Vierge de Pitié.
Croix : Christ en croix.
Orgue en tribune de l'église mixte de la Toussaint. Son buffet date du XVIIIe siècle et provient d'une église du Palatinat et a été acquis en 1878 par les deux paroisses en 1878 au facteur d'orgues Voit et fils de Durlach (Allemagne). L'instrument est composé de parties anciennes et d'éléments fournis par Voit en 1878.
Le mobilier de l'église mixte de la Toussaint.
Calice.
- Croix de cimetière[80].
- Presbytère protestant de 1835[81] face à l'école. Au-dessus de la porte, une inscription rappelle  la destruction du village au cours de la guerre de Trente Ans : Evangelisches Pfarrhaus Niedergebrannt 1632. Wieder aufgebaut 1865. Gott allein die Ehre ! Könige 8.29 (Presbytère protestant, incendié en 1632, reconstruit en 1865. À Dieu seul la gloire ! 1 Rois, chapitre 8 verset  Könige 8.2).

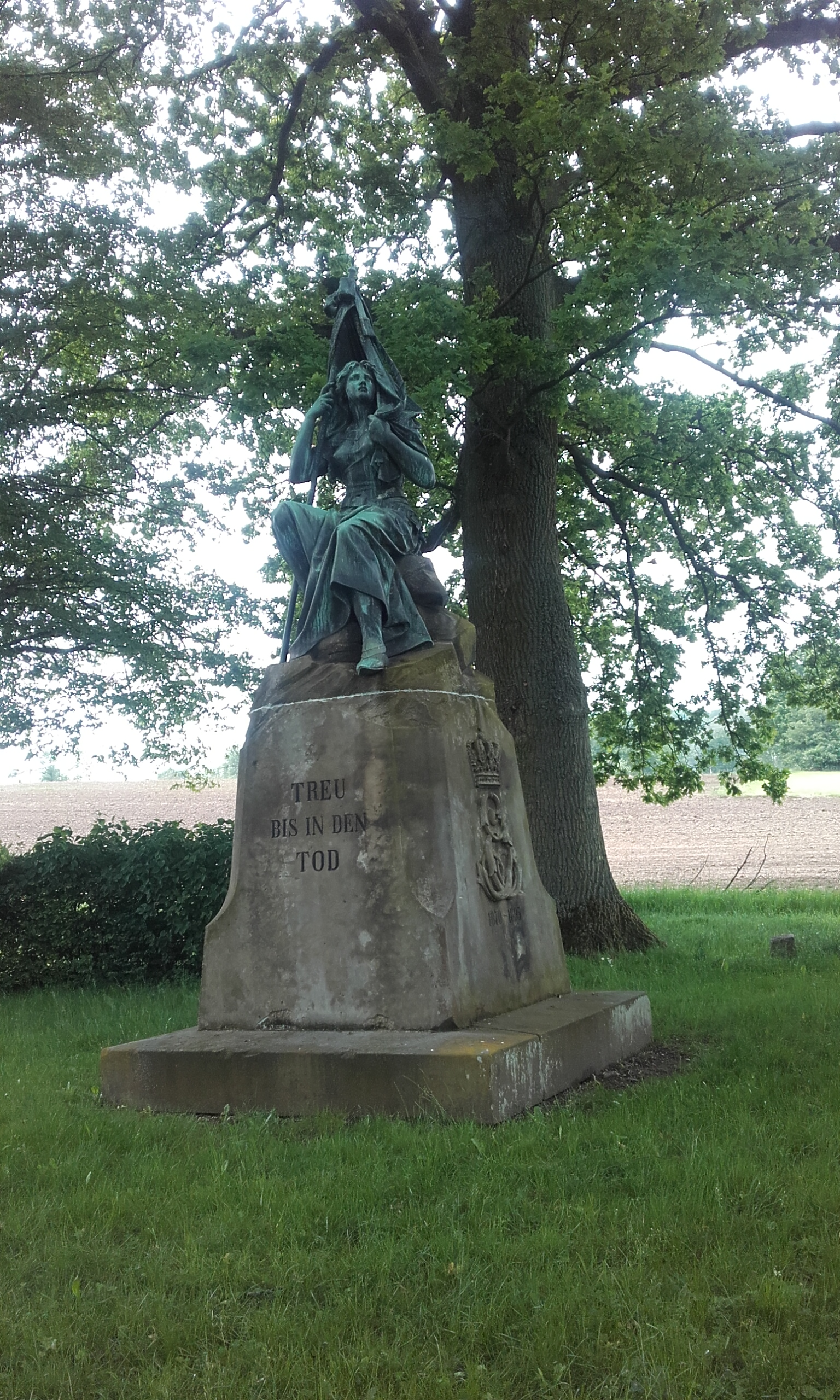
Mémorial de Johannes Schilling.

- Monuments commémoratifs : Plusieurs monuments à la mémoire des morts de la guerre franco-prussienne de 1870[83] : 
  - Monuments aux morts[84],[85],[86],[87],[83],[88].

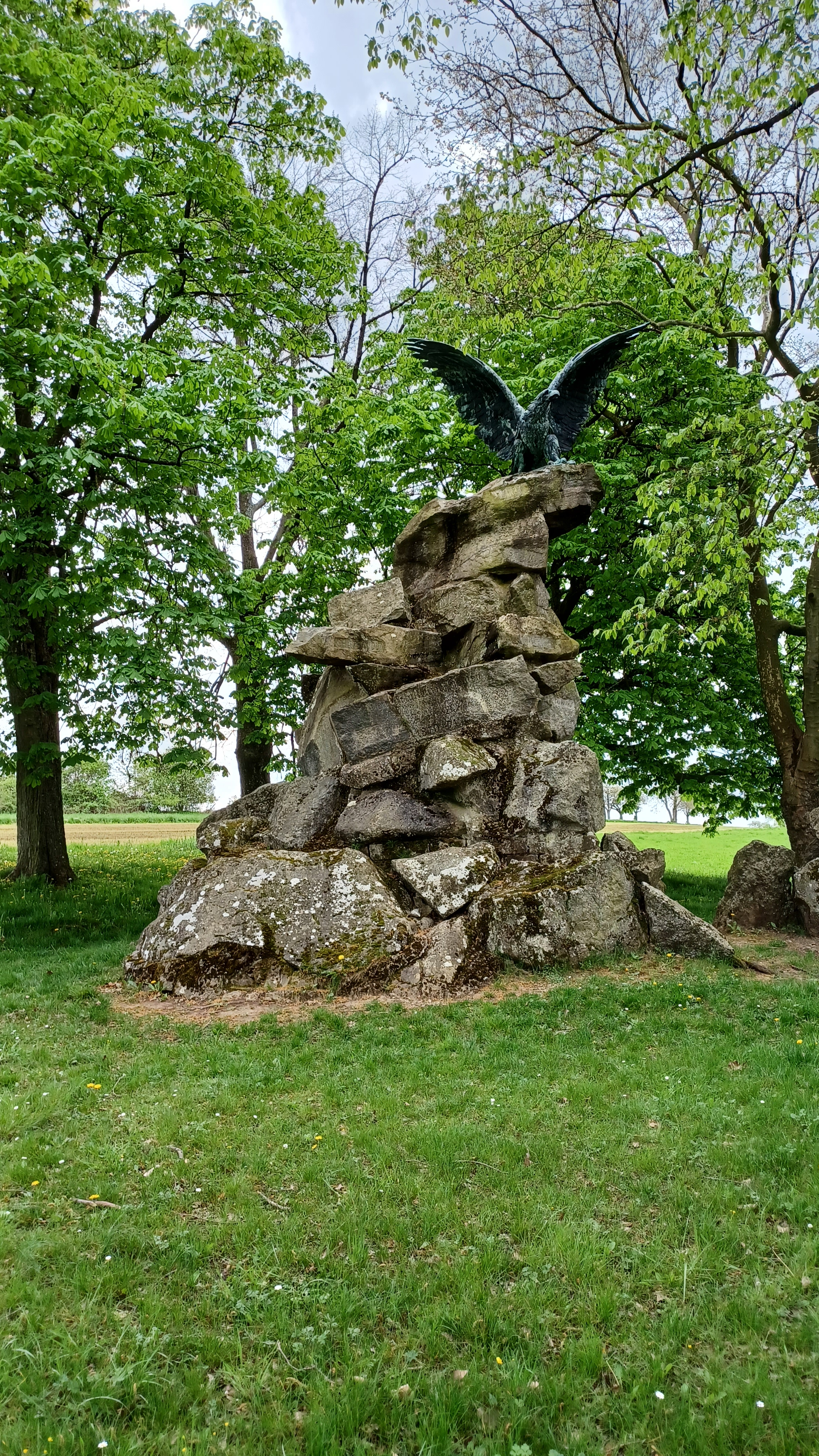
Monument commémoratif 2e Régiment Infanterie Thuringe.

- - L'impressionnant « Adler » (l'« Aigle »), non loin du relais téléphonique Bouygues sur les hauteurs du village,
  - Monument commémoratif du 32e régiment d'infanterie[89],
  - Monument commémoratif du 95e régiment d'infanterie thuringeois (de)[82],[90],
  - Monument commémoratif des cuirassiers de Reichshoffen[91],[92],
  - Monument commémoratif du 11e bataillon de chasseurs à pied - 11e bataillon de chasseurs à pied (de)[93],[94].
  - Monument Archambault de Beaune[95]

- Didi'Land, parc de loisirs situé vers le village de Gunstett. Avant la création du 'Didiland' existait le 'Poney-Ranch'.
- Banc-reposoir[96] napoléonien[97].
- Lavoir, élevé en 1871 rue du lavoir, en bordure de la Sauer[98], sur le ban communal de Gunstett[99],[100].

## Personnalités liées à la commune
- Charles Daab, artiste local et Freddy Kayser, maître boulanger[101] créent chaque samedi en commun un pain "Bürebrot 1870" sur le thème de l'histoire héroïque du 9e régiment de cuirassiers de Morsbronn[102].
- F. Lempereur d'Argenteuil sculpteur et les entrepreneurs Joseph et Edmond Bruner réalisateurs du Monument aux cuirassiers de Reichshoffen[103] à Morsbronn-les-Bains[104].
- Johannes Schilling commémorant le conflit de 1870[105].

### Bibliographie

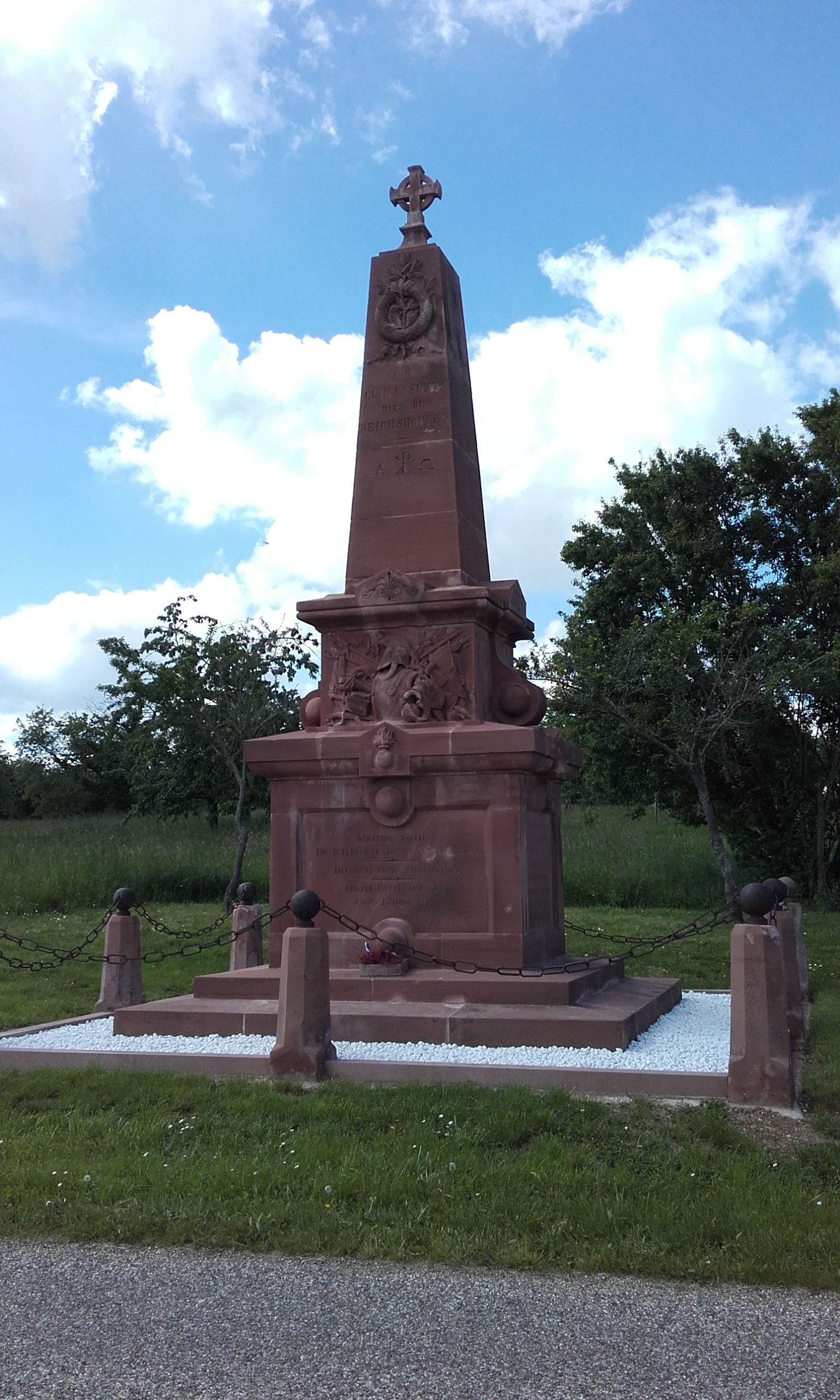
Monument des cuirassiers.